# Marcin Perchuć
Marcin Perchuć (ur. 30 czerwca 1973 w Warszawie) – polski aktor teatralny, filmowy, telewizyjny i dubbingowy. Prorektor Akademii Teatralnej im. Aleksandra Zelwerowicza w Warszawie w kadencji 2024–2028.

## Życiorys
Absolwent II Liceum Ogólnokształcącego im. Stefana Batorego w Warszawie (matura w 1992). W 1996 ukończył studia w PWST w Warszawie, dyplom uzyskał w 2007.
W teatrze zadebiutował oficjalnie 15 października 1996 w roli Sylwestra w Szelmostwach Skapena Moliera na scenie Teatru Powszechnego w Warszawie. W latach 1996–1999 występował w Teatrze Powszechnym im. Zygmunta Hübnera, a w latach 1998–2000 w Studio im. Stanisława Ignacego Witkiewicza. Od 2001 jest aktorem grupy Montownia. Był jednym z twórców programu satyrycznego Serwis TV.
W 2015 uzyskał stopień naukowy doktora w zakresie sztuk teatralnych. Był dziekanem Wydziału Aktorskiego Akademii Teatralnej im. Aleksandra Zelwerowicza w Warszawie. W kadencji 2024–2028 pełni funkcję prorektora AT ds. studenckich.

## Życie prywatne
W latach 2002–2019 był żonaty z Anetą Todorczuk, z którą ma dwójkę dzieci: córkę Zofię (ur. 2005) i syna Stanisława (ur. 2010).

## Wybrane spektakle teatralne
PWST w Warszawie
- 1995: Kabaret modernistyczny jako Sylwester (reż. Wiesław Komasa)

Teatr Powszechny w Warszawie
- 1996: Szelmostwa Skapena (reż. zespołowa)
- 1997: Śleboda, czyli cenniejsi jesteś jako Staszek z Bukowiny (reż. Waldemar Śmigasiewicz)
- 1997: Zdobycie bieguna południowego jako Buscher (reż. Cezary Morawski)
- 2012: Zbrodnia i kara jako Raskolnikow (reż. Waldemar Śmigasiewicz)

Teatr Montownia w Warszawie
- 1997: Śpiew nocy letniej (reż. Maciej Wojtyszko)
- 1999: Historia o raju utraconym, czyli... będzie lepiej (reż. Piotr Cieplak)
- 1999: Po naszemu jako Marian Kaszubski-Pomorski (reż. Teatr Montownia)
- 2001: McQichote (reż. Piotr Ziniewicz)
- 2002: Testosteron jako Tetryn (reż. Agnieszka Glińska)
- 2003: Historia o narodzeniu Pana Jezusa na Dworcu Centralnym (reż. P. Cieślak)
- 2004: Smutna królewna jako król Leszek (reż. Paweł Aigner-Piotrowski)
- 2005: Peer Gynt (reż. Marek Pasieczny)
- 2008: Utwór sentymentalny na czterech aktorów (reż. P. Cieślak)

Teatr Łaźnia Nowa w Krakowie
- 2013: Trzej muszkieterowie (reż. C. Giovanny)
- 2014: Quo vadis (reż. R. Rutkowski)

Teatr Telewizji
- 1997: Dziady (reż. Jan Englert)
- 1998: Leśne licho jako Pająk, Strażnik (reż. C. Morawski)
- 1999: Bigda idzie! (reż. Andrzej Wajda)
- 2002: Złodziejki chleba jako Marek (reż. Natalia Koryncka-Gruz)
- 2008: Willa szczęścia jako rotmistrz Narcyz Łopianowski (reż. Jacek Gąsiorowski)

Teatr Studio w Warszawie
- 1998: Wspólny pokój jako Józef Kaczmarczyk (reż. W. Śmigasiewicz)
- 2000: O mój tato, biedny tato... Jonatan (reż. Adam Krawczuk)

Teatr Wielki – Opera Narodowa w Warszawie
- 2007: Zabobon, czyli Krakowiacy i Górale jako Ekonom (reż. Janusz Józefowicz)

## Filmografia
- 1999: Wszystkie pieniądze świata jako gość na koncercie
- 2000: Pół serio
- 2000: Sen o kanapce z żółtym serem
- 2001: Quo vadis jako Lukan
- 2003: Ciało jako policjant
- 2003–2004: Męskie-żeńskie jako Sebastian Łowicki, partner Pawła
- 2004–2006: Bulionerzy jako Zen
- 2004: Camera Café jako mecenas Lucjan Witkowski
- 2005: Once Upon a Time... jako Dickens
- 2005: Kryminalni jako Tymoteusz Siezierski (odc. 21)
- 2005–2007: Pitbull jako realizator programu „Detektyw Ostrowski”
- 2005−2006: Tango z aniołem jako Kostek Liwski
- 2005−2006: Okazja jako adwokat Alek
- 2006–2007: Hela w opałach jako urzędnik podatkowy
- 2006: Oficerowie jako Rybak, mąż Stelli
- 2007: Ekipa jako premier Konstanty Turski
- 2008: Twarzą w twarz jako Paweł Sikorski (odc. 1-13)
- 2008: Senność jako motolotniarz Marcin Wilczyński, przyjaciel Roberta
- 2008: Mała wielka miłość jako lekarz
- 2008: Niania jako doktor Zbyszek
- 2008: Teraz albo nigdy! jako Krzysiek
- 2008: Trzeci oficer jako Bernard Rybak, mąż Stelli
- 2009: Idealny facet dla mojej dziewczyny jako ksiądz fotograf
- 2009: Generał jako pan Crompton
- 2010–2011, 2020–2021: Usta usta jako Krzysztof Kornatowski
- 2010: Cisza jako Piotr, tata Wojtka
- 2011: Siła wyższa jako poseł Jarek Kozłowski
- 2012–2014: Lekarze jako Adam „Jivan” Gajewski
- 2012: Prawo Agaty jako redaktor naczelny „Czasu” (odc. 8)
- 2013: Tylko życie jako Adam
- od 2013: Barwy szczęścia jako Marek Złoty, mąż Marysi Pyrki
- 2014: Wkręceni 2 jako psychiatra
- 2014: Lekarze nocą jako Adam „Jivan” Gajewski (odc. 9)
- 2015: Mąż czy nie mąż jako Michał Jarecki
- 2015: Pakt jako Grzegorz Merta
- 2015: Skazane jako Jan, wychowawca w Areszcie Śledczym w Warszawie
- 2015: Listy do M. 2 jako Karol, partner Betty
- 2015: Anatomia zła jako generał Wojciech Siemiradzki, szef CBŚ
- 2015–2016: Singielka jako Marcin Ambroziewicz
- 2016: Po prostu przyjaźń jako Marian Kowalski
- 2016: Szczęście świata jako Janusz, syn Tomasza
- 2016: Dwoje we troje jako dyrektor oddziału banku
- 2016: Kaprys losu jako Igor
- 2017–2018: Na dobre i na złe jako Popławski, ojciec Oliwii
- 2017: Druga szansa jako Keller, ojciec Filipa
- 2017: Krępujące zdjęcia z rodzinnego albumu jako wróżbita Mariusz
- 2017: Koty i zaloty jako Paweł
- 2018–2019: Za marzenia jako Szczepan Bielski
- 2018: Ślad jako doktor Janusz Wielichowski (odc. 2, 3)
- 2018: Dom pełen życia jako Łukasz ojciec Olgi i Emilii (odc. 2)
- 2018: 1983 jako Adrian Szufa
- 2018: Prymas Hlond jako biskup Gawlina
- 2019: O mnie się nie martw jako Kosecki, ojciec Daniela (odc. 118)
- 2019: Ultraviolet jako Zbigniew Walter (odc. 19)
- 2019: Młody Piłsudski jako Bolesław Prus
- 2019: Lepsza połowa jako klient Teodor (odc. 4, 5)
- 2019: Motyw jako Waldemar, szef „Archiwum X”
- 2020–2021: Przyjaciółki jako Mariusz
- 2021: Pod wiatr jako Andrzej, ojciec Ani
- 2021: Pajęczyna jako psychiatra Henryk Wolf
- 2022: Gry rodzinne jako Piotr Drzewiecki
- 2022: Zołza[6] jako Sobański, ojciec Jana
- 2023: Mój agent jako on sam
- 2023: Fanfik jako ojciec Konrada

### Polski dubbing
- 1978–1981: Był sobie człowiek (wydanie VCD)
- 1996: O czym szumią wierzby jako Gerwazy Łasica
- 1998: Przygody Kuby Guzika
- 1998: Kirikou i czarownica
- 2002: Harry Potter i Komnata Tajemnic jako Gilderoy Lockhart
- 2002: The Ring jako Noah
- 2002–2005: Co nowego u Scooby’ego?
- 2003: Lloyd w kosmosie
- 2004: Lucky Luke jako William Dalton
- 2004: W 80 dni dookoła świata jako inspektor Fix
- 2004: Lemony Snicket: Seria niefortunnych zdarzeń jako Hakoręki
- 2004–2006: Liga Sprawiedliwych bez granic jako pan Terrific, Kapitan Marvel oraz różne głosy
- 2005: Szeregowiec Dolot jako Pieniek
- 2005–2008: Ben 10 jako burmistrz Iskrowic (odc. 6)
- 2005: Robotboy jako pani Björnson
- 2006: Wpuszczony w kanał jako Szpenek
- 2006: Dżungla jako Hamir
- 2007: Lucky Luke na Dzikim Zachodzie jako Mister Tang
- 2007: Ben 10: Wyścig z czasem jako:
  - Eon,
  - BenEon
- 2008: Speed Racer jako Johnny
- 2008: Assassin’s Creed – Desmond Miles
- 2010–2013: Victoria znaczy zwycięstwo – Sikowitz
- 2012: Avengers – Agent Coulson
- 2013: Jeździec znikąd – Tonto

## Nagrody
- 1996: wyróżnienie na XIV Festiwalu Szkół Teatralnych w Łodzi
- 1997: Nagroda Publiczności im. Lidii Zamkow i Leszka Herdegena dla wykonawców spektaklu Szelmostwa Skapena na WROSTJA we Wrocławiu
- 1997: nagroda publiczności oraz nagroda Tadeusza Nyczka dla spektaklu Szelmostwa Skapena na VII Zderzeniach w Kłodzku
- 1997: Wielka nagroda Publiczności oraz nagroda Ministra Kultury i Sztuki dla Teatru Montownia za przedstawienie Szelmostwa Skapena Moliera na XXXII OPTMF „Kontrapunkt” w Szczecinie
- 2000: Duża Ogródkowa Nagroda Teatralna dla Teatru Montownia za spektakl Po naszemu na IX KTO w Warszawie
- 2000: nagroda dla przedstawienia Zabawa według Sławomira Mrożka na XIII MF Teatrów w Walizce w Łomży